# Diana Gabaldon
Diana Jean Gabaldon Watkins (ur. 11 stycznia 1952 w Arizonie) – amerykańska pisarka pochodzenia meksykańsko-angielskiego, autorka fantastyki, publikująca pod swoim panieńskim nazwiskiem Diana Gabaldon. Jej najbardziej znane utwory, tworzące serie Obca i Lord John Grey, to fantastyka historyczna.

## Wykształcenie i kariera
Ukończyła studia licencjackie w zakresie zoologii na Uniwersytecie Północnej Arizony, a następnie studia magisterskie na Uniwersytecie Kalifornijskim w zakresie biologii morskiej. Posiada również tytuł doktora nadany w 1978 roku przez Uniwersytet Północnej Arizony w dziedzinie ekologii behawioralnej. Przez wiele lat pracowała w Centrum Badań Środowiskowych Uniwersytetu Stanu Arizona specjalizując się w prowadzeniu obliczeń naukowych.

## Życie prywatne
Mieszka obecnie w Scottsdale (Arizona) z mężem Dougiem Watkinsem. Ma troje dorosłych dzieci.

## Publikacje

### CyklObca

#### Powieści
- Obca (Outlander 1992; wyd. polskie Amber 1999, Świat Książki 2009)
- Uwięziona w bursztynie (Dragonfly in Amber 1992; wyd. polskie Amber 2000, Świat Książki 2009)
- Podróżniczka (Voyager 1994; wyd. polskie Amber 2000, Świat Książki 2009)
- Jesienne werble (Drums of Autumn 1997; wyd.polskie Świat Książki 2009/2010)
- Ognisty krzyż (The Fiery Cross 2001; wyd. polskie Świat Książki 2005)
- Tchnienie śniegu i popiołu (A Breath of Snow and Ashes 2005; wyd. polskie Świat Książki 2008)
- Kość z kości (Echo in Bone 2009; wyd. polskie Świat Książki 2010)
- Spisane własną krwią (Written in My Own Heart's Blood 2014; wyd. polskie Świat Książki 2015)
- Powiedz pszczołom, że odszedłem (Go Tell the Bees That I Am Gone 2021; wyd. polskie Świat Książki 2022)

#### Pozostałe utwory
- Siedem głazów przeznaczenia (Seven Stones to Stand or Fall 2017; wyd. polskie Świat Książki 2021, zbiór opowiadań osadzonych w świecie Obcej)
  - Zwyczaje armii (The Custom of the Army 2010; Cykl Lord John Grey)
  - Liść na zaduszkowym wietrze (A Leaf on the Wind of All Hallows 2010)
  - Dziewice (Virgins 2013)
  - Przestrzeń pomiędzy czasami (The Space Between 2012)
  - Oblężenie (Besieged 2017; Cykl Lord John Grey)
  - Ulotna zieleń (A Fugitive Green 2017)
  - Plaga zombie (Lord John and the Plague of Zombies 2011; Cykl Lord John Grey)
- The Exile – An Outlander Graphic Novel (powieść graficzna, 2010)

### CyklLord John Grey
- Lord John and the Hellfire Club (nowela, 1998)
- Lord John i sprawa osobista (Lord John and the Private Matter 2003; wyd. polskie Świat Książki 2006)
- Lord John i sukub (Lord John and the Succubus 2003, nowela, w antologii Legendy II, wyd. polskie 2004)
- Lord John i Bractwo Ostrza (Lord John and the Brotherhood of the Blade 2007, wyd. polskie Świat Książki 2017)
- Lord John and the Haunted Soldier (nowela, 2007)
- Zwyczaje armii (The Custom of the Army nowela, 2010)
- Plaga zombie (Lord John and the Plague of Zombies nowela, 2011),
- Lord John and the Scottish Prisoner (2011)
- Oblężenie (Besieged nowela, 2017)

## Adaptacje
W sierpniu 2014 roku sieć telewizyjna Starz wyemitowała premierowy odcinek serialu telewizyjnego „Outlander” według powieści Diany Gabaldon. Pierwszy sezon serialu liczy 16 odcinków, sezony drugi i kolejne mają po 13 odcinków. 9 maja 2018 roku stacja Starz ogłosiła przedłużenie serialu o piąty i szósty sezon. W  Polsce od listopada 2014 roku emitowała go stacja AXN White. Jest także dostępny na platformie Netflix.

## Nagrody
- 2006: International Corine Book Award
- 2006: Quill Book Award